# Edidiong Odiong
Edidiong Ofinome Odiong (arabisch إديديونغ أوفينيم أوديونغ; * 13. März 1997) ist eine bahrainische Sprinterin nigerianischer Herkunft, die seit 2015 für Bahrain startberechtigt ist. 2018 siegte sie bei den Asienspielen über 100 und 200 Meter sowie in der 4-mal-100-Meter-Staffel.

## Sportliche Laufbahn
Erstmals bei internationalen Meisterschaften trat Edidiong Odiong bei den Jugendafrikameisterschaften 2013 in Warri an. Dort gewann sie die Goldmedaille über 400 Meter. Damit qualifizierte sie sich für die Jugendweltmeisterschaften in Donezk und belegte dort in 54,14 s den fünften Platz. Zudem wurde sie mit der nigerianischen Sprintstaffel (1000 Meter) im Vorlauf disqualifiziert. Ein Jahr später wurde sie bei den Juniorenweltmeisterschaften in Eugene sechste über 400 Meter und belegte Platz fünf mit der nigerianischen 4-mal-400-Meter-Staffel. Seitdem startete sie unter der Flagge von Bahrain. Bei den Arabischen Meisterschaften in Madinat Isa gewann sie Gold über 200 Meter und mit der bahrainischen 4-mal-100-Meter-Staffel. Ebenfalls Gold gewann sie bei den Panarabischen Spielen in Manama und bei den Militärweltspielen in Mungyeong in Südkorea über 200 Meter sowie Bronze mit der 4-mal-400-Meter-Staffel. 2016 gewann sie die Goldmedaille bei den U20-Weltmeisterschaften in Bydgoszcz im 200-Meter-Lauf mit neuem U20-Rekord von 22,84 s. Sie qualifizierte sich auch für die Olympischen Spiele in Rio de Janeiro, bei denen sie mit neuer Bestleistung von 22,74 s das Halbfinale erreichte.
2017 gewann sie bei den Islamic Solidarity Games in Baku Gold über 200 Meter und mit beiden Sprintstaffeln. Mit ihren Leistungen qualifizierte sie sich auch für die Weltmeisterschaften in London, bei denen sie über 200 Meter in das Halbfinale gelangte und dort mit 23,24 s ausschied. 2018 nahm sie an den Asienspielen in Jakarta teil und siegte dort über 100 und 200 Meter, sowie mit der 4-mal-100-Meter-Staffel. Darüber hinaus gewann sie die Silbermedaille in der 4-mal-400-Meter-Staffel hinter der indischen Mannschaft. Beim Continentalcup Anfang September in Ostrava wurde sie mit neuem Landesrekord von 22,62 s Fünfte. Im Jahr darauf gewann sie bei den Asienmeisterschaften in Doha in 43,61 s die Bronzemedaille mit der Staffel hinter China und Kasachstan. Zudem belegte sie im 200-Meter-Lauf in 23,24 s den vierten Platz. Im Oktober belegte sie bei den Militärweltspielen in Wuhan in 11,94 s bzw. 23,82 s die Plätz acht und sieben über 100 und 200 Meter und gewann mit der 4-mal-100-Meter-Staffel in 44,24 s die Bronzemedaille hinter den Teams aus Brasilien und China. 2022 steigerte sie die bahrainischen Landesrekorde über 100 und 200 Meter auf 11,05 s und 22,43 s und qualifizierte sich damit für die Weltmeisterschaften in Eugene. Dort schied sie über 100 Meter mit 11,56 s im Halbfinale aus und auch über 200 Meter schied sie mit 23,31 s im Semifinale aus. Daraufhin siegte sie in 11,03 s über 100 Meter bei den Islamic Solidarity Games in Konya und gewann in 22,77 s die Silbermedaille hinter der Gambierin Gina Bass. Zudem gewann sie in 44,11 s die Silbermedaille in der 4-mal-100-Meter-Staffel hinter dem Team aus Gambia. Im Jahr darauf siegte sie in 11,27 s über 100 Meter bei den Panarabischen Spielen in Algier und gewann über 200 Meter in 23,74 s die Silbermedaille hinter ihrer Landsfrau Hajar al-Khaldi. Zudem siegte sie mit der Staffel in 44,44 s. Ende September belegte sie bei den Asienspielen in Hangzhou in 11,54 s den sechsten Platz über 100 Meter und gewann über 200 Meter in 23,48 s die Bronzemedaille hinter der Singapurerin Shanti Pereira und Li Yuting. Zudem wurde sie mit der 4-mal-100-Meter-Staffel disqualifiziert.
Odiong ist Studentin an der Middle Tennessee State University in Murfreesboro.

## Persönliche Bestzeiten
- 100 Meter: 11,05 s (+0,9 m/s), 14. Mai 2022 in Durham (bahrainischer Rekord)
  - 60 Meter (Halle): 7,23 s, 25. Februar 2022 in Blacksburg (bahrainischer Rekord)
- 200 Meter: 22,43 s (+0,9 m/s), 9. Juni 2022 in Eugene (bahrainischer Rekord)
  - 200 Meter (Halle): 23,34 s, 15. Januar 2022 in Clemson (bahrainischer Rekord)
- 400 Meter: 53,55 s, 19. Juni 2014 in Calabar